# Julia Osterloh
Julia Osterloh est une ancienne joueuse allemande de volley-ball née le 9 avril 1986 à Darmstadt. Elle mesure 1,90 m et jouait au poste de centrale. Elle a mis un terme à sa carrière de volleyeuse professionnelle.

## Clubs
| Club             | De        | À         |
| ---------------- | --------- | --------- |
| USC Königstädten |           | 2001-2002 |
| 1. VC Wiesbaden  | 2002-2003 | 2008-2009 |
| TV 05 Wetter     | 2009-2010 | 2009-2010 |
| SV Sinsheim      | 2010-2011 | 2010-2011 |
| 1. VC Wiesbaden  | 2011-2012 | 2014-2015 |
| TG Bad Soden     | 2015-2016 | 2016-2017 |

## Palmarès
- Coupe d'Allemagne
  - Finaliste : 2013.